# ベルンハルト2世 (ブラウンシュヴァイク＝リューネブルク公)
ベルンハルト2世（Bernhard II., 1437年ごろ - 1464年）は、第41代ヒルデスハイム司教（ベルンハルト3世、在位：1452年 - 1457年）。のちブラウンシュヴァイク＝リューネブルク公、リューネブルク侯（在位：1457年 - 1464年）。

## 生涯
ベルンハルト2世はブラウンシュヴァイク＝リューネブルク公フリードリヒ2世とマグダレーナ・フォン・ブランデンブルクの息子である。1452年にヒルデスハイム司教より司教補佐に選出され、司教の死後にベルンハルト3世としてヒルデスハイム司教位についた。しかし、ベルンハルトがまず一族の利益を支援する義務があると考えたときに、ヴェルフ家の人間がヒルデスハイム司教に選ばれることがブラウンシュヴァイク＝ヴォルフェンビュッテル侯と比べてリューネブルク侯家の地位を強化するであろうという思惑は曖昧なものであることが分かった。このため、父の要請により、ベルンハルトは1457年に司教位を退位しリューネブルク侯領を引き継いだ。ベルンハルトは1464年2月9日に死去するまで、弟オットー5世と共同統治を行った。
1463年にシャウエンブルク＝ピンネベルク伯オットー2世の娘マティルデと結婚したが、子供は生まれなかった。マティルデはベルンハルトの死後、ブラウンシュヴァイク＝リューネブルク公ヴィルヘルム1世の2番目の妃となった。